# Evelin Harjakas
Evelin Harjakas (* 17. September 1985) ist eine estnische Fußballspielerin.
Harjakas wurde bisher im Woman Baltic Cup für zwei Länderspiele eingesetzt. Sie spielte unter anderen für die Vereine Pärnu JK, JK Kalev Tallinn, Tallinna SK und Märjamaa SK.

## Einsätze
| Spiel | Datum      | Ort   | Gegner   | x:x | Wettbewerb            |
| 01    | 22.07.2003 | Pärnu | Lettland | 4:0 | Women Baltic Cup 2003 |
| 02    | 26.07.2003 | Pärnu | Litauen  | 1:1 | Women Baltic Cup 2003 |